# Slobodan Vuk
Slobodan Vuk, slovenski nogometaš, * 15. september 1989, Jajce, Jugoslavija.
Vuk je profesionalni nogometaš, ki igra na položaju napadalca. Od leta 2023 je član slovenskega kluba Dob. Pred tem je igral za slovenska Kamnik in Domžale ter norveški Tromsø. Skupno je v prvi slovenski ligi odigral 237 tekem in dosegel 59 golov. Z Domžalami je osvojil slovenski pokal leta 2017. Leta 2017 je tudi odigral dve tekmi za slovensko reprezentanco B.
Tudi njegov starejši brat Goran je nogometaš.